# داستان همشهری
همشهری داستان، ماهنامه‌ای در حوزهٔ ادبیات داستانی از گروه مجلات همشهری است که اول هر ماه منتشر می‌شد. پس از ۸ شماره اول که با همکاری مهدی قزلی و محمدحسین بدری منتشر شد، نفیسه مرشدزاده سردبیری آن را به عهده گرفت. پس از چند سال مرشدزاده مجله را به مینا فرشیدنیک سپرد.
پس از مدتی، در مهر ماه ۱۳۹۷ پس از انتشار شماره ۹۲ تولید و انتشار این مجله به علی رزاقی بهار واگذار شد. انتشار مجله با مدیریت و تحریریه جدید از شماره ۹۳ (آبان ماه ۱۳۹۷) با تغییر ساختاری ادامه داشت، و در نهایت آخرین شماره آن شهریور ۱۴۰۰ به چاپ رسید.
برخی دلیل توقف چاپ آن را موضوع آخرین ماهنامه، یعنی حمایت از احمد شاه مسعود و مبارزه او با تهاجم طالبان در افغانستان مرتبط می‌دانند ولی علت دقیق آن هنوز به صورت رسمی اعلام نشده‌است.
دوره جدید همشهری داستان از پاییز ۱۴۰۲ آغاز شد. سری جدید با شماره ۱ و در قالب هفتگی آغاز شد. این سری نیز مانند دوره های نخست انتشار، به صورت ضمیمه هفتگی روزنامه همشهری عرضه می گردد و برای نخستین بار همشهری داستان به صورت 8 صفحه ای منتشر می شود. 

## تاریخچه
پس از انتشار ۸ شماره اول در دوره مشترک قزلی و بدری، اولین شمارهٔ این ماهنامه با عنوان «ویژه‌نامهٔ داستان» با سردبیری نفیسه مرشدزاده و دبیری مینا فرشیدنیک و احسان لطفی به‌صورت ضمیمهٔ مجلهٔ خردنامه همشهری در تیرماه ۱۳۸۹ منتشر شد. پس از انتشار ۹ شماره، از اردیبهشت‌ماه ۱۳۹۰ مجله با دریافت مجوز مستقل با عنوان داستان انتشار یافت و از آن پس باعنوان «دوره جدید» شماره خورد.
در آذرماه ۱۳۹۲، پس از استعفای مرشدزاده، مینا فرشیدنیک سردبیر ماهنامه شد و از دی‌ماه ۱۳۹۲، شمارهٔ مجله با مجموع کردن دو سری ۱ تا ۹ (تیرماه ۸۹ تا اردیبهشت‌ماه ۹۰) و ۱ تا ۳۱ جدید (خردادماه ۹۰ تا دی‌ماه ۹۲)، از «سی‌ویک دورهٔ جدید» به «پیاپی چهل» تغییر کرد.
در مرداد ماه ۱۳۹۷ آرش صادق‌بیگی سردبیر مجله شد و شماره‌های ۹۰ تا ۹۲ به سردبیری وی انتشار یافت.
در آبان ماه ۱۳۹۷ پس از واگذاری تولید و انتشار مجله به یک شخص حقیقی، حمید اسلامی‌راد سردبیر مجله شد. انتشار مجله با مدیریت و تحریریه جدید از شماره ۹۳ (آبان ماه ۱۳۹۷) با تغییر ساختاری در مجله ادامه یافت. در نوروز سال ۹۹ و از شماره ۱۱۰ مجله داستان با تغیراتی زیر نظر شورای سردبیری به نام‌های احمد ابوالفتحی، شهریار وقفی پور و هادی تقی‌زاده منتشر شد.

## بخش‌ها

### دربارهٔ زندگی
اولین بخش مجله، برشی از زندگی و دغدغه‌های روزمرهٔ نویسندگان با روایت اول شخص است. قالبی که در زبان انگلیسی به آن Memoir می‌گویند و مجلهٔ داستان معادل «خودزندگی‌نگاره» را برای آن برگزیده است.

### داستان
در بخش داستان علاوه بر داستان‌هایی از جریان اصلی (Main Stream) مجلهٔ داستان به داستان ژانر (معمایی، علمی-تخیلی، فانتزی و …) هم می‌پردازد. در این بخش هم به داستان‌های تألیفی و هم به داستان‌های ترجمه پرداخته می‌شود. در حوزهٔ تألیف، علاوه بر آثار نویسنده‌های مطرح و شناخته‌شده، آثار برگزیدهٔ نویسندگان جوان هم منتشر می‌شود. در بخش ترجمه نیز در کنار نویسندگان جهانی که در ایران شناخته شده‌اند از نویسندگان بزرگی که در ایران کمتر شناخته شده‌اند نیز آثار متعددی منتشر شده و این نویسندگان به مخاطب ایرانی معرفی شده‌اند.

### روایت‌های داستانی
بخشی از مجله که با عنوان روایت‌های کهن شناخته‌شده و روایت‌های داستانی را در متون کهن ادبی و تاریخی، ایرانی و اسلامی گردآوری می‌کند. روایت‌های داستانی تاکنون با سرصفحه‌هایی مانند روایت کهن، روایت در منبر، روایت در نامه، روایت در اعلان، روایت در سفرنامه، روایت در گزارش، روایت در خاطرات، روایت در سند و… منتشر شده‌است.

### روایت‌های مستند
داستان‌هایی واقعی هستند که می‌توانند مواد خام رمان‌ها و فیلمنامه‌ها باشند. گزارشگر به آن اتفاق یا شخصیت خاص با چشم‌های یک رمان‌نویس نگاه می‌کند؛ عمیق و روانکاوانه و جزئی. این گزارش‌ها شبیه یادداشت‌برداری برای رمان یا فیلم‌نامه خواهند بود. روایات مستند شامل این‌گونه‌ها خواهد بود: یک نفر، یک شغل، یک تجربه، یک اتفاق، یک سفر، یک مکان و یک زندگی و …

### دربارهٔ داستان
دربارهٔ داستان یکی از پرمخاطب‌ترین بخش‌های مجله است که تاکنون سرفصل‌های متعددی در آن کار شده‌اند. برخی از این سرفصل‌ها از این قرارند:
تریبون: تک‌نگاری نویسنده است راجع به تعاملش با دنیای نویسندگی.
جستار: بیان آکادمیک یک دیدگاه یا مبحث داستان‌نویسی است.
نقدونشر: گفت‌وگویی است با یکی از کارشناسان و صاحب‌نظران در باب مباحث روز ادبیات داستانی و نقد ادبی.
میزکار نویسنده: بیان عادت‌های نویسندگی داستان‌نویسان از زبان خودشان است.
میزکار مترجم:بیان تجربیات و عادت‌های مترجمان از زبان خودشان است.
گفت‌وگو: تک‌نگاری نویسنده راجع به تعاملش با دنیای نویسندگی است.
دربارهٔ نویسنده، باهم‌نویسی، جعبه‌ابزار و داستان یک داستان از سرفصل‌های قدیمی‌تر این بخش از مجله بوده‌اند.

### پایان خوش
داستان‌ها، روایت‌ها و مجموعه تصاویر دنباله‌داری است که تم طنز دارند.

### چاپ عصر
چاپ عصر بازتاب نظرات و پیشنهادها و بازخوانی‌های مطالب از دید مخاطبان مجله است. در واقع راه ارتباطی مجله با خوانندگان است که دیدگاهشان در مورد بخش‌های مختلف مجله را با تحریریه و دیگر مخاطبان درمیان می‌گذارند.

## اپلیکیشن همشهری داستان
نسخه اولیه اپلیکیشن مجله همشهری داستان علاوه بر نسخه چاپی همزمان با عرضه ویژه‌نامه نوروز ۱۳۹۸ به صورت محدود رونمایی شد. این اپلیکیشن در گام نخست رونمایی و راه‌اندازی اولیه در اختیار جمعی از نویسندگان و صاحب‌نظران حوزه داستان، خوانندگان و مشترکین مجله قرار گرفت. سپس در ۳۰ خرداد ۱۳۹۸ در جشن صد (ه) همشهری داستان که به مناسبت انتشار یکصدمین شماره مجله به صورت رسمی برای عموم رونمایی شد.

### اپلیکیشن «داستان»[۷]
- دسترسی به آرشیو کامل مجلات منتشر شده و داستان‌های هر شماره به صورت جداگانه
- دسترسی نامحدود به تمامی محتوای مجله و داستان‌های اختصاصی با تهیه اشتراک ویژه
- قیمت پایین‌تر و صرفه جویی در هزینه تهیهٔ مجله نسبت به نسخه چاپی
- دسترسی به جدیدترین شمارهٔ مجله پیش از چاپ
- دسته‌بندی موضوعی و قابلیت جستجوی پیشرفته
- داستان‌های اختصاصی و صوتی فقط در اپلیکیشن
- کاهش مصرف کاغذ و کمک به حفظ محیط زیست

هم‌اکنون این اپلیکیشن از دسترس خارج شده‌است.

## جوایز و افتخارات
ماهنامهٔ داستان همشهری در بیستمین جشنوارهٔ مطبوعات ایران که در اسفند ۱۳۹۲ برگزار شد با سه برنده، پیشتاز این دوره از جشنواره شد. محمد طلوعی در رشتهٔ ادبی‌نویسی برای داستان کوتاه انگشتر الماس، سپینود ناجیان در رشتهٔ ادبی‌نویسی با زندگی‌نگارهٔ چروک‌های زیر گردن، و بابک کاظمی در رشتهٔ عکس غیرخبری با مجموعه‌عکس طلاجوران.
در سال ۱۳۹۶ نیز در هشتمین دورهٔ نمایشگاه بین‌المللی مجلات استانبول، مجلهٔ داستان همشهری برندهٔ جایزهٔ بهترین گرافیک شد.

## نظرات دیگران دربارهٔ مجله
هوشنگ مرادی کرمانی: مجلهٔ داستان همشهری یکی از برجسته‌ترین و ارزشمندترین مجلات فارسی‌زبان در حوزهٔ تخصصی داستان کوتاه است و این مجله خوانندگان بی‌شماری دارد و حتی در دورافتاده‌ترین شهرها و روستاهای کشور هم مخاطب دارد و من هم بشخصه با آثار داستانی‌ام این مجله را همراهی می‌کنم.